# مایکل براون (بازیکن فوتبال، زاده ۱۹۸۴)
مایکل براون (انگلیسی: Michael Brown؛ زادهٔ ۲ اوت ۱۹۸۴) بازیکن فوتبال اهل استرالیا است.

## باشگاهی
از باشگاه‌هایی که در آن بازی کرده‌است می‌توان به باشگاه فوتبال فاینورد اشاره کرد.

## تیم ملی
وی همچنین در تیم ملی فوتبال زیر ۱۷ سال استرالیا بازی کرده‌است.